# Condado de Pike (Mississippi)
O Condado de Pike é um dos 82 condados do estado norte-americano do Mississippi. A sua sede de condado é Magnolia, e a sua maior cidade é McComb.
O condado tem uma área de 1064 km² (dos quais 5 km² estão cobertos por água, uma população de 38 940 habitantes, e uma densidade populacional de 37 hab/km² (segundo o censo nacional de 2010). O condado foi fundado em 1904 e recebeu o seu nome em homenagem a Zebulon Pike (1779 – 1813), capitão do Exército dos Estados Unidos e explorador que organizou a Expedição Pike.